# باول دوبريه
باول دوبريه (بالفرنسية: Paul Dupré)‏ هو لاعب اتحاد الرغبي فرنسي، ولد في 29 يونيو 1888 في غاغني في فرنسا، وتوفي في 31 مايو 1916.

## وصلات خارجية
- باول دوبريه عل موقع إسبنسكروم (الإنجليزية)